# 京都大学大学院理学研究科附属花山天文台
花山天文台（かざんてんもんだい、英: Kwasan Observatory）とは、京都府京都市山科区の花山山山腹に位置する天文台である。京都大学大学院理学研究科附属の施設で、1929年に設立された。

## 名称
「花山」の地名には、「かざん」「かさん」の2つがある。
天文台のある山は、花山山（かざんやま、標高221m）と称される。所在地の北花山大峰町を含む「花山」地区は「かざん」と読まれるが、地元では「かさん」とも読まれる。
英語名称は「かさん」の歴史的仮名遣いである「くゎさん」(Kwasan) を用いている。

## 京都大学の機構としての天文台
花山天文台は京都大学大学院理学研究科附属の観測所の一つで、兄弟施設として岐阜県高山市上宝村に京都大学大学院理学研究科附属飛騨天文台がある。
飛騨天文台を山頂に例えれば、花山天文台はベースキャンプに当たる天文台である。京都大学理学部の学生や大学院生の研究教育施設でもある。

## 沿革

### 前史
京都大学における天文学研究は、1897年に設立された京都帝国大学理工科大学から始まる。研究者たちは当初、大学敷地内（現・左京区吉田・北白川）で観測していた。佐々木哲夫によるフィンレー彗星 (15P/Finlay) の観測はこの時期のことで、観測拠点として Kyoto Observatory の語が用いられる。
1921年に理学部物理学科が分割されて宇宙物理学科が設置される。大学の観測拠点も、1921年以降は「大学天文台」（英: Kyoto University Observatory）の名で呼ばれるようになった。
大学付近における市電の開通などに伴い観測環境が悪化し、移転が検討された。大学に隣接する吉田山も有力候補であったが、京都府庁から風致面で難色が示されたため頓挫した。1927年、宇治郡山科町（当時）の花山山にある土地が地主から大学に寄付され、2年間の工事で天文台が建設された。

### 設立
1929年10月に花山天文台は設立された。初代天文台長の山本一清は、研究者とアマチュア天文家の連携に寄与した。
花山天文台は、東京帝国大学附属の東京天文台とともに日本の天文学研究の拠点であった。京都と東京は天文学用語が異なり、「惑星」に対して山本一清は「遊星」を昭和の半ばまで用いた。1930年に発見された惑星Pluto について、神田茂ら東京天文台の研究者らは「プルートー」を用い、山本一清は野尻抱影が提唱した「冥王星」を早くから受け入れた。
1958年10月付けで、京都大学生駒山太陽観測所（1941年設置、1972年閉鎖）とともに理学部附属の天文台として官制化した。

### 飛騨天文台建設以後
1968年に飛騨天文台が建設され、最先端の観測の主力拠点は移転された。岡山天文台への注力で存続が危ぶまれたが私企業のタダノなどから支援を受け、現在は一般公開事業や京都大学における天体観測の情報センターとして機能し、京都府内の高校生の実習研修やNPO法人と連携して生涯教育に取り組んでいる。

## 施設
- 歴史館：天文台では子午線館として、最初に開設した施設。天文台の時計を精密に補正するために設置した施設。現在は、大切な建築物であるという指摘を受けて、改修工事を行い、天文台の歴史資料や天体観測資料等を展示する施設として活用している。
- 新館：1978年（昭和53年）に開設。和風建築の研究解析等を行う施設。宿直室や計算機室、モニター室などを設置。
- 本館：直径9mのドーム施設。1927年（昭和2年）、京都大学理学部で購入した口径30cm屈折式天体望遠鏡を、花山天文台設立時に移転して開館。1960年（昭和45年）45cmレンズに換装が行われ、現在は口径45cm屈折式天体望遠鏡として稼動。国内では数少ない、重力駆動型日周追尾装置で、現在も観測が行われている。
- 別館：直径3mのドーム施設。花山天文台開設時に、京都大学が1910年（明治44年）にハレー彗星観測のために購入した最も古い屈折式望遠鏡を収納する施設。口径は18cm屈折式天体望遠鏡。1986年のハレー彗星回帰の時にも観測を行っており、様々な改良を経て、現在も研修や実習などに用いられている、国内では最も古い現役の天体望遠鏡の一つ。
- 太陽館：1961年（昭和36年）に設置した、太陽専用の観測装置。70cm口径の鏡によって、太陽を追尾して、建物全体が観測装置として観測を行う施設。現在は、理学部の学生、大学院生の実習観測に用いられている。

## 所在地
- 京都市山科区北花山大峰町
  - 交通：京都市営地下鉄・東西線・蹴上駅下車、タクシー5分。または、徒歩45分
  - 交通：京都駅下車、タクシー20分

### 管理機関
- 京都大学
  - 京都大学大学院理学研究科・理学部
    - 京都大学大学院理学研究科附属飛騨天文台

### 研究会
- 東亜天文学会